# Borsa di Madrid
La Borsa di Madrid (in spagnolo Bolsa de Madrid) è la più grande e più internazionale tra le 4 borse regionali della Spagna con sede a Madrid. Le altre tre hanno sede a Barcellona, Valencia, e Bilbao. Essa tratta azioni, obbligazioni e titoli di stato, sia governativi che corporate. L'IBEX-35 è l'indice che comprende i titoli a maggiore capitalizzazione della Borsa di Madrid. La Borsa di Madrid è di proprietà della società Bolsas y Mercados Españoles.